# Dinychidae
Famille
Les Dinychidae  Berlese, 1916 sont des Acariens Mesostigmata.
Douze genres et plus de 70 espèces sont connus.
Phaulodinychidae Berlese, 1917 en est synonyme.

## Classification
- Clausiadinychus Sellnick, 1930
- Dinychus Kramer, 1886 synonyme Phyllodinychus Trägårdh, 1943
  - Dinychus (Dinychus) Kramer, 1886
  - Dinychus (Septentrionalidinychus) Hirschmann, 1984
  - Dinychus (Woelkeidinychus) Hirschmann, 1984
- Iphidinychus Berlese, 1913
- Leiodinychus Berlese, 1917
- Rotundadinychus Hirschmann, 1984
- Sellnickiobovella Hirschmann, 1984
- Tricuspisobovella Hirschmann, 1984
- Urodiaspis Berlese, 1916 synonyme Diurodinychus Berlese, 1916
- Castriimonaspis Hirschmann, 1984
- Lindquistidiaspis Hirschmann, 1984
- Urofossaaspis Hirschmann, 1984
- Walkerdiaspis Hirschmann, 1984